# Nuthewinkel
Der Nuthewinkel ist ein modernes Wohnviertel in Potsdam, Brandenburg. Es gehört zum Stadtteil Teltower Vorstadt und liegt unweit des Flusses Nuthe, von dem es seinen Namen ableitet. Das Gebiet erstreckt sich südlich des Potsdamer Hauptbahnhofs.

## Geschichte
Die Besiedlungsgeschichte des Nuthewinkels reicht bis ins Mesolithikum und Neolithikum zurück. Von besonderer Bedeutung ist eine germanische Siedlung, die von der späten vorrömischen Eisenzeit bis zum Ende des 4. Jahrhunderts n. Chr. existierte. Archäologische Ausgrabungen auf einer Fläche von 30.000 Quadratmetern legten die Überreste von etwa 40 Gebäuden frei, darunter Wohnhäuser, Ställe, Werkstätten und ein Brunnen.
Bedeutende Funde umfassen römische Importstücke wie einen bronzenen Jochaufsatz, muschelförmige Beschläge und römische Silbermünzen, die auf Handelsbeziehungen oder militärische Kontakte hindeuten. Diese Entdeckungen bieten wertvolle Einblicke in die frühe Besiedlungsgeschichte der Region und die Beziehungen zwischen Germanen und Römern.
1894 wurde nördlich des heutigen Nuthewinkels die Eisenbahnerkolonie „Daheim“ gegründet, die erste Baugenossenschaft in Potsdam. Der Name „Nuthewinkel“ selbst geht auf die Umbenennung eines Straßenabschnitts im Jahr 1950 zurück.
Die Entwicklung des Nuthewinkels zu einem zeitgemäßen Wohngebiet begann in den 2010er Jahren und ist Teil der städtebaulichen Erneuerung im Südosten Potsdams. Das von der Firma Bonava entwickelte Wohngebiet umfasst verschiedene Wohnformen wie Doppelhaushälften, Einfamilienhäuser und Reihenhäuser, die mit Fernwärme beheizt werden.

## Besonderheiten
Das Erscheinungsbild des Wohngebiets wird durch künstlerische Elemente im öffentlichen Raum aufgewertet. Bunte, geschwungene Mosaikbänke, die an die Architektur von Friedensreich Hundertwasser erinnern, wurden von der Mosaikgestalterin Jana Wolf geschaffen. Auch ein Trafohäuschen und der Spielplatz wurden künstlerisch gestaltet.

## Infrastruktur
Ein wichtiges Infrastrukturprojekt ist die Erneuerung der Horstwegbrücke, die seit Februar 2025 läuft. Der stadtauswärts führende Abschnitt wird vollständig erneuert, um den Verkehrsfluss zu verbessern. Die Fertigstellung ist für Ende 2025 geplant. Die Baukosten von 3,6 Millionen Euro werden vom Land Brandenburg getragen.

## Stadtplanung
Die Entwicklung des Nuthewinkels ist Teil eines größeren städtebauliches Konzepts. Der Bebauungsplan Nr. 2 „Horstweg-Süd“ Teilbereich „Nuthewinkel“ wurde geändert, um eine geordnete städtebauliche Entwicklung zu ermöglichen. Ziel ist die Ausweisung eines Allgemeinen Wohngebietes und eines eingeschränkten Gewerbegebietes.

## Denkmale
Der germanische Siedlungsplatz der römischen Kaiserzeit ist als Bodendenkmal Nr. 2143 eingetragen, das auch Siedlungs- und Bestattungsplätze der Jungsteinzeit und Bronzezeit sowie ein mittelalterliches Steinkreuz umfasst.
Im Nuthewinkel 14a-c befindet sich ein als Baudenkmal geschützter ehemaliger Landwirtschaftshof der Provinzialanstalt für Epileptische. Der zwischen 1900 und 1915 errichtete Komplex umfasst mehrere Gebäude, darunter das ehemalige Krankenhaus (heute Hauptwohngebäude), eine Scheune, eine Wagenremise und Schuppen, Stallgebäude mit Wohnung, ein Viehstall-Ensemble (bestehend aus Kuhstall, Vogthaus und weiterem Stall) sowie ein Spritzenhaus (Holzschuppen). Die Hofpflasterung und Reste der ursprünglichen Einfriedung sind ebenfalls denkmalgeschützt.